# Ponte Mammolo
Ponte Mammolo - stacja na linii B metra rzymskiego. Stacja została otwarta w 1997. W pobliżu znajduje się Instytut Regina Elena. Poprzednim przystankiem jest Rebibbia, a następnym Santa Maria del Soccorso.